# Lepthyphantes kekenboschi
Lepthyphantes kekenboschi là một loài nhện trong họ Linyphiidae.
Loài này thuộc chi Lepthyphantes. Lepthyphantes kekenboschi được Robert Bosmans miêu tả năm 1979.